# Tổng công ty Công nghiệp Tàu thủy
Tổng công ty Công nghiệp Tàu thủy (tên giao dịch tiếng Anh: Shipbuilding Industry Corporation, viết tắt là SBIC) là một tổng công ty chuyên về hoạt động đóng tàu do Nhà nước Việt Nam nắm quyền sở hữu chi phối. Tiền thân của Tổng công ty Công nghiệp Tàu thủy là Tập đoàn Kinh tế Vinashin thành lập năm 2006, mà đến lượt nó Vinashin lại được thành lập trên cơ sở tổ chức và sắp xếp lại Tổng công ty Công nghiệp tàu thủy Việt Nam là một tổng công ty 91 được thành lập từ năm 1996. Tổng công ty này hoạt động trong các ngành đóng mới, sửa chữa, hoán cải tàu thủy, thiết bị và phương tiện nổi; tái chế, phá dỡ tàu cũ. Ngoài ra, tổng công ty còn có nhiệm vụ khai thác cảng biển, cảng thủy nội địa, bến tàu, cầu tàu; kinh doanh hoạt động lai dắt, tàu kéo, tàu đẩy, xà lan, phương tiện nổi. Đồng thời, SBIC hoạt động trong lĩnh vực xây dựng công trình thủy, nhà máy đóng tàu; sản xuất chế tạo kết cấu thép và các ngành, nghề sản xuất phụ trợ phục vụ trực tiếp cho ngành đóng mới và sửa chữa tàu thủy.

## Lịch sử hình thành
Manh nha thành lập tổng công ty đã có từ lâu trên cơ sở chỉ đạo của trung ương về tổ chức lại ngành công nghiệp tàu thủy Việt Nam - Một ngành đã có truyền thống rất lâu đời ở Việt Nam. Tiền thân của tập đoàn là Tổng Công ty 91 được thành lập từ năm 1996.
Tổng Công ty 91 được thành lập vào ngày 31 tháng 1 năm 1996. Căn cứ vào Quyết định số 69/TTg ngày 31 tháng 1 năm 1996 của Thủ tướng Chính phủ về việc thành lập Tổng Công ty Công nghiệp tàu thủy Việt Nam.
Ngày 15 tháng 5 năm 2006, Thủ tướng Chính phủ đã ký Quyết định số 103/2006/QĐ-TTg về việc phê duyệt Đề án thí điểm hình thành Tập đoàn kinh tế, đa sở hữu, trong đó sở hữu Nhà nước chi phối, trên cơ sở sắp xếp tổ chức lại Tổng Công ty Công nghiệp Tàu thủy Việt Nam (Vinashin).
Và ngày 15 tháng 5 năm 2006, Thủ tướng Chính phủ cũng đã ký Quyết định số 104/2006/QĐ-TTg về việc thành lập Công ty mẹ - Tập đoàn Công nghiệp tàu thủy Việt Nam. Theo Quyết định này, Công ty mẹ - Tập đoàn Công nghiệp tàu thủy Việt Nam được thành lập trên cơ sở tổ chức lại cơ quan quản lý, điều hành và các đơn vị thành viên hạch toán phụ thuộc của Tổng Công ty Công nghiệp tàu thủy Việt Nam. Sự kiện này đánh dấu chính thức tập đoàn Vinashin ra đời.
Như vậy tập đoàn Vinashin ra đời căn cứ vào các văn bản pháp luật của nhà nước trên cơ sở chỉ đạo của trung ương về việc tổ chức lại ngành công nghiệp tàu thủy của Việt Nam để đáp ứng yêu cầu hội nhập hiện nay.
Vinashin từng là một trong 17 Tổng công ty lớn nhất Việt Nam. Tổng số tài sản của công ty khoảng 90.000 tỷ đồng (nhưng vay nợ tới hơn 80.000 tỷ tương đương với hơn 4 tỷ USD), sau khi nhiều dư luận phản ánh, Chính phủ Việt Nam đã cho tái cơ cấu Vinashin, một số dự án sẽ chuyển về Tập đoàn Dầu khí (PVN) và Tổng công ty Hàng hải Việt Nam (Vinalines). Vụ án kinh tế Tập đoàn Vinashin là vụ kinh tế lớn nhất hiện nay tại Việt Nam, với thất thoát hàng chục nghìn tỷ VND. Vẫn chưa thể thống kê đủ và hết những hậu quả nặng nề về kinh tế- xã hội do những con tàu Vinashin để lại. Tuy nhiên, các thống kê ban đầu cho thấy với hơn 4 tỷ USD thất thoát của Vinashin đã gấp 4 lần gói kích cầu của Chính phủ trong nỗ lực phục hồi kinh tế trong cơn khủng hoảng suy thoái năm 2008, gấp 3 lần tổng mức đầu tư cho chương trình xóa đói giảm nghèo cả nước. Đây là lý do Chính phủ Việt Nam phải tiến hành tái cơ cấu tập đoàn này. Một số công ty thành viên bị cho phá sản, giải thể.

### Giải thể tập đoàn Vinashin rồi phá sản
Tháng 10 năm 2013, Bộ Giao thông vận tải quyết định đưa Vinashin từ một tập đoàn kinh tế nhà nước trở lại thành một tổng công ty hoạt động theo mô hình công ty mẹ - công ty con. Công ty mẹ tức Tổng công ty Công nghiệp Tàu thủy là công ty trách nhiệm hữu hạn một thành viên do Nhà nước nắm giữ 100% vốn điều lệ. Tổng số vốn điều lệ lúc thành lập (tháng 10 năm 2013) là 9.520 tỷ đồng. Lý do giải thể tập đoàn là: "yếu kém trong sản xuất kinh doanh và quản trị, hiệu quả thu về không tương xứng với nguồn lực được Nhà nước giao." Đến năm 2023, theo Nghị quyết của Chính phủ Việt Nam, Tổng công ty Công nghiệp tàu thủy (SBIC) sẽ phá sản từ quý I năm 2024.

## Cơ cấu tổ chức

### Công ty mẹ
Công ty mẹ có hệ thống tổ chức bài bản, chặt chẽ bao gồm: Văn phòng, các Ban, Trung tâm chuyên môn, nghiệp vụ. Văn phòng đại diện của Công ty mẹ ở trong nước và nước ngoài. Các chi nhánh trực thuộc Công ty mẹ như: Công ty Xuất Nhập khẩu Vinashin; Trung tâm hợp tác đào tạo lao động với nước ngoài; Trung tâm Tư vấn đầu tư và Kiểm định xây dựng Vinashin. Đơn vị sự nghiệp có thu gồm: Trường Cao đẳng nghề Vinashin; Trường Trung cấp nghề Công nghiệp tàu thủy III; Trường Trung cấp nghề Công nghiệp tàu thủy VI.

### Các công ty con
Tổng công ty Công nghiệp Tàu thủy có 8 công ty con, gồm:
- Công ty Đóng tàu Phà Rừng;
- Công ty Đóng tàu Bạch Đằng;
- Công ty Đóng tàu Hạ Long;
- Công ty Đóng tàu Thịnh Long;
- Công ty Đóng tàu Cam Ranh;
- Công ty Công nghiệp tàu thủy Sài Gòn;
- Công ty Đóng tàu và Công nghiệp hàng hải Sài Gòn
- Công ty cổ phần Đóng tàu Sông Cấm.

Thời kỳ Vinashin, tập đoàn nắm giữ 51% vốn điều lệ của Công ty cổ phần Thương mại và Dịch vụ văn phòng Vinashin và cung cấp 100% vốn điều lệ cho 14 công ty con khác. Ngoài ra tập đoàn còn có 22 Công ty cổ phần; 13 đơn vị hạch toán phụ thuộc; 11 Công ty liên doanh; 7 Đơn vị sự nghiệp có thu; 7 Đơn vị phụ thuộc; 30 Công ty cổ phần do tập đoàn giữ cổ phần chi phối. Trong thời kỳ phình to nhất, trong cơ cấu của Vinashin có tới hơn 250 doanh nghiệp các loại. Theo đề án tái cơ cấu Vinashin được Chính phủ phê duyệt, Vinashin và sau đó là Tổng công ty Công nghiệp Tàu thủy phải thực hiện sắp xếp lại 234 doanh nghiệp thuộc cơ cấu của mình trước đây theo hướng không duy trì trong cơ cấu tổng công ty. Trong đó, 69 doanh nghiệp bị cổ phần hóa, bán chuyển nhượng vốn, chuyển giao, sáp nhập và 165 doanh nghiệp bị đem bán, giải thể, phá sản.

## Đầu tư của Chính phủ
Năm 2005, Chính phủ đã phát hành 750 triệu USD trái phiếu ra nước ngoài để đầu tư cho các dự án của Vinashin. Trong tháng 11 năm 2009, Thủ tướng chính phủ còn ký quyết định phát hành 3.000 tỷ đồng trái phiếu trong nước được Chính phủ bảo lãnh cho tập đoàn để đầu tư dự án nâng cấp mở rộng Công ty Đóng tàu Phà Rừng và dự án đầu tư nâng cao năng lực đóng tàu của Công ty đóng tàu Hạ Long thuộc Tập đoàn 

## Hoạt động kinh doanh và khủng hoảng năm 2010
Tháng 7/2010, Thanh tra Chính phủ thực hiện thanh tra toàn diện tình hình tài sản, kết quả sản xuất kinh doanh của Vinashin. Theo báo cáo của Thanh tra Chính phủ gửi Thủ tướng, tính tới cuối năm 2009, tổng giá trị tài sản của Vinashin đạt hơn 102.500 tỷ đồng. Nếu loại trừ các công nợ nội bộ thì tổng giá trị tài sản còn lại gần 92.600 tỷ đồng. Tổng nợ phải trả của Vinashin tính đến thời điểm cuối năm 2009 là hơn 86.700 tỷ đồng bao gồm 750 triệu đô la trái phiếu Chính phủ bảo lãnh vay, nợ các ngân hàng trong và ngoài nước, nợ các đối tác. Tổng vốn chủ sở hữu của Vinashin là 5.900 tỷ đồng. Trong năm 2009, Vinashin thực lỗ gần 5.000 tỷ đồng, nhiều hơn 3.300 tỷ so với báo cáo tài chính của Vinashin (1.700 tỷ đồng).
Ngày 1/11/2011 Vinashin đã chính thức bị Công ty Elliot VIN (Hà Lan) khởi kiện lên tòa án tại Anh, liên quan đến khoản nợ 600 triệu đô la vay bằng trái phiếu. 60 triệu đô la từ khoản vay này đã đến hạn trả nợ từ tháng 12/2010 nhưng Vinashin và các công ty con không có khả năng thanh toán.

### Một số dự án thất bại điển hình
Một số dự án thất bại điển hình của Vinashin cho thấy khả năng quản lý kém của Ban giám đốc Vinashin:

#### Công ty Vận tải viễn dương Vinashin
Công ty Vận tải viễn dương Vinashin (VNSlines) (công ty con của Vinashin) đầu tư hơn 200 triệu USD (khoảng 3.136 tỷ đồng) để mua về tới sáu con tàu có tuổi từ 22 đến 26 năm trong số 9 tàu của Công ty này. Hầu như tất cả các con tàu này hiện tại đều không chạy được, do hỏng hóc, do bị bắt giữ tại các cảng trong và ngoài nước.
Vụ án Trần Văn Liêm của Vinashinlines
TAND thành phố Hà Nội hôm 22/2/2017 tuyên án tử hình với ông Giang Kim Đạt, (nguyên quyền trưởng phòng Công ty TNHH Một thành viên vận tải viễn dương Vinashin - Vinashinlines). Trần Văn Liêm, nguyên tổng giám đốc Vinashinlines, cũng bị án tử hình.Trần Văn Khương (nguyên kế toán trưởng Vinashinlines) án tù chung thân. Cả ba người bị kết tội Tham ô tài sản. Các bị cáo đã lợi dụng chức vụ quyền hạn, để chiếm đoạt chiếm đoạt của Vinashinlines hơn 260 tỷ đồng trong việc mua tàu, thuê tàu. Trong đó, bị cáo Liêm chiếm hưởng 3,1 tỷ đồng, Đạt hưởng hơn 255 tỷ đồng và Khương chiếm đoạt 110.000 USD. Ông Giang Văn Hiển (bố Đạt) chịu án 12 năm về tội Rửa tiền.
Bản án xác định, ông Liêm là tổng giám đốc, điều hành toàn bộ công ty, phân công cho Đạt đàm phán giá hoa hồng mua ba con tàu và báo cáo trực tiếp cho mình. Theo hồ sơ ông Liêm chỉ đạo Đạt đàm phán tiền hoa hồng với mức 1-2% giá trị hợp đồng mua tàu. Sau khi mua được ba con tàu, Đạt nhận được hơn 700.000 USD và trích 150.000 USD cho ông Liêm. Liêm, Đạt và Khương còn thoả thuận, đàm phán với các chủ tàu để gửi giá cước trong hợp đồng thuê mướn chín con tàu và đã chiếm đoạt 249 tỷ đồng của doanh nghiệp Nhà nước. Số tiền nhận được Đạt chuyển vào 22 tài khoản của bố đẻ để mua 40 bất động sản, mua đi bán lại 13 chiếc ôtô.
Trong vụ án Vinashin là nguyên đơn dân sự vì hiện tại Vinashinlines vẫn còn nợ tổng công ty này hơn 48 triệu USD tiền mua tàu.

#### Đóng tàu Lash Sông Gianh
Tàu Lash Sông Gianh chỉ chạy thử 1 chuyến đầu tiên (và cũng là chuyến cuối cùng) chở than từ Quảng Ninh vào Sài Gòn. Tổng tiền thu được từ chuyến hàng này chưa tới 1,8 tỷ, nhưng tiền bỏ ra để chi phí phục vụ cho việc chở đã tới hơn 4 tỷ đồng (bao gồm tiền dầu, phí bảo đảm hàng hải, tàu lai, vật tư, phí tàu kéo lash con, lương thủy thủ, phí hoa tiêu...). Thời gian hoàn thành chuyến hàng đầu tiên này cũng đạt mức kỷ lục: gần 2 tháng. Từ đó đến nay, nó được neo đậu tại Nhà Bè - Sài Gòn.

#### Mua cổ phần Tổng Công ty bảo hiểm Việt Nam
Với trị giá 1.467 tỷ đồng mua 20,4 triệu cổ phần chiếm 3,56% vốn với giá mua 70 ngàn VND.

#### Mua tàu Hoa Sen
Mua tàu Hoa Sen ngày 15.10.2007 từ Italia, chi phí mua tàu 60 triệu Euro tương đương 1.300 tỷ đồng, chạy tuyến Bắc Nam, hiện tại dừng hoạt động vì mỗi chuyến chạy lỗ 1,5 tỷ VND. tàu Hoa Sen đã từng bị thủng đáy trong thời gian khai thác ở Ý, mang về phải sửa chữa, hiện tại đang nằm tại vùng nước thuộc Công ty công nghiệp đóng tàu Cam Ranh. Dù tàu không chạy mà vẫn phải cho máy nổ, phải có người canh giữ. Mỗi năm phải trả lãi vay gần 80 tỷ đồng.

#### Nhà máy điện Diesel Cái Lân
Dự án nhà máy điện diesel có tổng mức đầu tư gần 36 triệu USD. Trong quá trình thực hiện, mặc dù trong hợp đồng quy định rõ các thiết bị máy móc phải được mua sắm mới và có xuất xứ từ châu Âu, nhưng ban quản lý đã ký kết với nhà thầu mua sắm nhiều thiết bị đã qua sử dụng, kém chất lượng, trong đó thiết bị chính của nhà máy được tháo dỡ từ một nhà máy điện diesel ở Trung Quốc.Sau hơn hai năm vận hành (từ tháng 4-2007 đến 10-2009) Nhà máy Cái Lân lỗ hơn 62 tỷ đồng, tổng các khoản nợ không có khả năng thanh toán lên đến 27,58 triệu USD và 107,5 tỷ đồng.

### Nguyên nhân thất bại
Thất bại của Vinashin bắt nguồn từ nhiều nguyên nhân.

#### Sự bao che, chủ quan từ cấp trên
Từ năm 2005 đến nay, đã có 13 – 14 cuộc thanh tra, kiểm tra, kiểm toán, giám sát ở Vinashin, phát hiện ra nhiều sai phạm, nhưng lãnh đạo tập đoàn này không những không nghiêm túc chấn chỉnh mà còn tìm cách báo cáo không đúng để che giấu sai phạm. Tổng Thanh tra Chính phủ Trần Văn Truyền cho biết như vậy khi trao đổi với báo chí bên hành lang Quốc hội ngày 21.10.2010

#### Sai lầm của các cán bộ quản lý
Hội đồng quản trị và ban giám đốc gây ra nhiều sai phạm trong quản lý, điều hành sai lầm trong chiến lược điều hành. Vinashin đầu tư dàng trải, đầu tư vào rất vào các dự án ngoài ngành (như điện, thép, tài chính...) mà tập đoàn không có kinh nghiệm, dẫn tới nhiều dự án hiệu quả thấp, hoặc chưa hoàn thành vì thiếu vốn, gây đình trệ và lãng phí rất lớn vốn.
Chất lượng những tàu đóng mới dán mác Vinashin đã ở mức báo động. Vậy như, qua khảo sát sơ bộ cho thấy: Vinashin tập trung quá nhiều vào lĩnh vực đóng mới, mà bỏ qua, xem nhẹ khâu sửa chữa tàu thủy. Tàu đóng mới chất lượng kém, ế thừa tàu, không bán được.
Nhiều cán bộ quản lý tham ô, tham nhũng, tư lợi, che giấu thông tin, đầu tư nhằm tham ô, tham nhũng bòn rút tài sản của tập đoàn, như trong các dự án mua tàu Hoa Sen, nhà máy điện Cái Lân... Các giai đoạn của quá trình huy động, quản lý, sử dụng vốn đều bị buông lỏng và vi phạm quy định của pháp luật.
Theo kết luận của Ủy ban kiểm tra Trung ương ngày 5.7.2010, "trong những năm qua Tập đoàn đã báo cáo không trung thực về tình hình tài chính của doanh nghiệp".

#### Khủng hoảng Kinh tế trên thế giới 2008-2009
Khủng hoảng Kinh tế trên thế giới 2008-2009 đã đánh vào tham vọng của Vinashin. Theo ông Phạm Viết Muôn, Phó Chủ nhiệm Văn phòng Chính phủ, vào năm 2006, 2007 Vinashin hoạt động tốt, phát triển tốt, qua năm 2008 mới suy thoái. Khi chưa suy thoái Vinashin có 166 hợp đồng đóng tàu, giá trị 5-6 tỉ USD, nhưng có suy thoái các đối tác huỷ hợp đồng gây thiệt cho Vinashin. Các cơ quan làm chiến lược, làm chính sách không phải chỉ tham khảo ý kiến chuyên gia trong nước mà cả nước ngoài để đánh giá hoạt động của Vinashin..

### Thay đổi nhân sự và truy tố hình sự
Ngày 14 tháng 7 năm 2010, thủ tướng Việt Nam Nguyễn Tấn Dũng đã ra quyết định đình chỉ chức vụ Chủ tịch Hội đồng quản trị Tập đoàn Công nghiệp Tàu thủy Việt Nam với ông Phạm Thanh Bình, phân công ông Nguyễn Hồng Trường, Thứ trưởng Bộ Giao thông Vận tải kiêm nhiệm chức vụ.
Khoảng 19h tối 4/8, Cơ quan An ninh Điều tra, Bộ Công an đã tống đạt quyết định khởi tố bị can, lệnh khám xét và bắt tạm giam thời hạn 4 tháng đối với ông Phạm Thanh Bình, nguyên Chủ tịch Hội đồng Quản trị Tập đoàn Công nghiệp Tàu thủy Việt Nam (Vinashin).
Được biết, ông Bình bị bắt để điều tra về hành vi "Cố ý làm trái các quy định của Nhà nước về quản lý kinh tế, gây hậu quả nghiêm trọng" theo Điều 165 Bộ Luật Hình sự.

### Kết luận của Chính phủ và Đảng cộng sản Việt Nam

#### Kết luận của Chính phủ Việt Nam
Ngày 6 tháng 11 năm 2010, chính phủ Việt Nam đã họp phiên thường kỳ tháng 10 năm 2010 để thảo luận và quyết nghị một số vấn đề trong đó có vấn đề phát sinh, qua cuộc họp, Chính phủ đã ra Nghị quyết nêu rõ: "Về vấn đề Tập đoàn Công nghiệp Tàu thủy Việt Nam (Vinashin), căn cứ vào các văn bản pháp luật và chức năng, nhiệm vụ theo quy định, các thành viên Chính phủ có liên quan chỉ đạo kiểm điểm, làm rõ và đề xuất việc xử lý trách nhiệm của tổ chức, cá nhân một cách công khai, minh bạch, đúng quy định của Đảng và pháp luật của Nhà nước trước khi diễn ra Hội nghị Trung ương Đảng lần thứ 14, khóa X"

#### Kết luận của Đảng cộng sản Việt Nam
Tại phiên họp ngày 31/7/2010, Bộ Chính trị Đảng cộng sản Việt Nam đã thảo luận và kết luận Tập đoàn Công nghiệp Tàu thủy Việt Nam (Vinashin) "đang gặp nhiều khó khăn rất lớn, bộc lộ nhiều yếu kém, sai phạm nghiêm trọng":
1. Đầu tư mở rộng quá nhanh, quy mô lớn, dàn trải trên nhiều lĩnh vực, địa bàn trái với quy hoạch được phê duyệt. Trong đó có những lĩnh vực không liên quan đến công nghiệp đóng và sửa chữa tàu biển, nhiều lĩnh vực kém hiệu quả, có nhiều công ty, dự án thua lỗ nặng nề.
2. Tình hình tài chính đứng trước bờ vực phá sản.
3. Sản xuất, kinh doanh đình trệ; bị mất hoặc giảm nhiều đơn đặt hàng; nhiều dự án đầu tư dở dang, không hiệu quả.
4. Tình hình nội bộ diễn biến phức tạp.

Cũng theo kết luận của Bộ chính trị, những yếu kém nêu trên xuất phát từ nhiều nguyên nhân chủ quan và khách quan. Nguyên nhân chủ quan là chủ yếu. Trách nhiệm trực tiếp thuộc về Hội đồng Quản trị và Ban lãnh đạo Vinashin trong đó có Chủ tịch Hội đồng Quản trị Tập đoàn. Một số cơ quan quản lý nhà nước có liên quan ở Trung ương và địa phương cũng có trách nhiệm. Các nguyên nhân cụ thể bao gồm:
1. Trình độ cán bộ lãnh đạo Công ty mẹ và các đơn vị thành viên của Vinashin chưa đáp ứng yêu cầu quản trị một tập đoàn kinh tế lớn.
2. Lãnh đạo Vinashin, trước hết là Hội đồng Quản trị và người đứng đầu có nhiều khuyết điểm, sai lầm trong tổ chức, quản lý, điều hành, xác định lĩnh vực sản xuất, kinh doanh, quản lý các công ty con, công ty liên kết, tiến hành các hoạt động đầu tư xây dựng, quản lý vốn, tài chính, vay và trả nợ.
3. Vinashin trong một thời gian ngắn đã mở rộng quá nhanh quy mô tập đoàn, mở ra rất nhiều công ty con, công ty liên kết không phải là những chuyên ngành phục vụ cho nhiệm vụ chính của Vinashin.
4. Người đứng đầu Vinashin có năng lực hạn chế, thiếu trách nhiệm, tuỳ tiện, báo cáo không trung thực, cố ý làm trái, vi phạm pháp luật trong việc chấp hành các quy định của Nhà nước, của Thủ tướng Chính phủ khi chỉ đạo các hoạt động đầu tư, sản xuất kinh doanh, sử dụng vốn và bố trí cán bộ.
5. Tập đoàn đã chậm xây dựng Điều lệ hoạt động và các quy định quản lý tài chính khác.
6. Một số cơ quan tham mưu liên quan thuộc Chính phủ, một số địa phương và một số cơ quan chức năng kiểm tra, giám sát ở Trung ương chưa giám sát, kiểm tra chặt chẽ và đánh giá đúng, kịp thời về công tác tổ chức, cán bộ và tình hình hoạt động sản xuất kinh doanh, thực hiện định hướng chiến lược phát triển của Vinashin.

Đến ngày 21 tháng 3 năm 2011, tại phiên khai mạc kỳ họp Quốc hội thứ 9, Bộ chính trị đã ra tuyên bố không xử lý bất cứ cá nhân hay tập thể nào mà chỉ yêu cầu các cá nhân, tập thể liên quan "kiểm điểm, tự phê bình, rút kinh nghiệm" và tiếp tục chỉ đạo tái cơ cấu tập đoàn nợ nần chồng chất.

### Dư luận
Nguyên Chủ tịch Quốc hội Nguyễn Văn An nói rằng vụ Vinashin "vừa là hậu quả của khủng hoảng kinh tế toàn cầu, vừa có căn nguyên sâu xa bắt nguồn từ lỗi của hệ thống, lỗi từ gốc, từ chủ trương của Ban Chấp hành Trung ương và của Bộ Chính trị xuất phát từ quan điểm rằng: xã hội xã hội chủ nghĩa phải được xây dựng dựa trên... chế độ công hữu về tư liệu sản xuất chủ yếu. Mô hình này lại xuất phát từ một lý thuyết cực đoan cho rằng: tư hữu về tư liệu sản xuất là nguồn gốc của mọi sự bóc lột...Từ một lý thuyết cực đoan đi tới một mô hình kinh tế không có động lực mà thực tế cuộc sống đã bác bỏ. Chính phủ là người thực thi chủ trương đó của Đảng về mặt nhà nước. Ban Chấp hành Trung ương và Bộ Chính trị có quyền lớn như vậy thì có phải chịu trách nhiệm gì không?."
Cùng chung ý kiến, tổng giám đốc tập đoàn InvestConsult Group Nguyễn Trần Bạt nhận định rằng "một cá nhân dù tài đến mấy, dù "độc ác" đến mấy cũng không có khả năng phá hoại đến 80.000 tỷ trong vòng vài ba năm...và đất nước của chúng ta không có nhiều 80.000 tỷ mà chỉ có độ vài ba chục lần 80.000 tỷ thôi... Chúng ta không có trong hệ thống nhà nước của mình một cơ chế báo động đủ nhạy cảm để có thể ngăn chặn tai họa ở một giai đoạn đầu tiên. Cho nên, dứt khoát phải khẳng định rằng không có lỗi cá nhân tuyệt đối trong sai lầm này, mà đây là một lỗi có chất lượng hệ thống, và lỗi hệ thống ấy chính là thiếu hệ thống báo động về các tai họa tài chính. Hiện tượng Vinashin bộc lộ cho Đảng, Chính phủ, Quốc hội của chúng ta hiểu rằng, nếu có những tên kẻ trộm thông minh hơn thì nó có thể khoắng hết tài sản quốc gia, bởi vì chúng ta không có hệ thống báo động như vậy."

## Tái cơ cấu
Năm 2010 là năm bước ngoặt với Vinashin, khi Tập đoàn này đứng bên bờ vực phá sản do nợ quá nhiều (lên đến 86.000 tỷ) . Ngày 18/11/2010, Thủ tướng Chính phủ Nguyễn Tấn Dũng ký Quyết định 2108/QĐ-TTg phê duyệt Đề án tái cơ cấu Vinashin, theo đó chia tập đoàn ra làm ba phần. Hai phần chuyển giao cho Tập đoàn Dầu khí Việt Nam (PVN) và Tổng công ty Hàng hải Việt Nam (Vinalines). Vinashin chỉ giữ lại các công ty con thuộc 3 lĩnh vực chính gồm công nghiệp đóng và sửa chữa tàu biển; công nghiệp phụ trợ phục vụ cho việc đóng và sửa chữa tàu biển; đào tạo nâng cao tay nghề cho cán bộ, công nhân công nghiệp tàu biển.

### Quá trình tái cơ cấu
Tính tới tháng 12 năm 2011, sau 17 tháng, quá trình tái cơ cấu vẫn chưa hoàn tất.
Tổng Công ty Hàng hải Việt Nam Vinalines nói rằng không thể tiếp nhận 12 công ty con của Vinashin theo yêu cầu của Chính phủ. Cụ thể, Vinalines không thể tiếp nhận Khu công nghiệp Cảng biển Hải Hà vì không có vốn để tiếp tục dự án. Vinalines cũng không tiếp nhận Công ty liên doanh đóng tàu Bình Định.
Trong tổng số 216 công ty phải chuyển giao, Vinashin mới chuyển giao được 46 công ty.
Theo thông tin từ BBC, Ngày 1/11/2011 Vinashin đã chính thức bị Công ty Elliot VIN (Hà Lan) khởi kiện lên tòa án tại Anh, liên quan đến khoản nợ 600 triệu đô la vay bằng trái phiếu. 60 triệu đô la từ khoản vay này đã đến hạn trả nợ từ tháng 12/2010 nhưng Vinashin và các công ty con không có khả năng thanh toán. Trong vụ kiện này, khả năng lớn là Vinashin sẽ bị thua kiện. Vinashin cho tới 18/1/2012 chưa trả nợ lần ba 60 triệu USD.
Vinashin hiện nợ Ngân hàng Phát triển Việt Nam (VDB) khoảng gần 300 tỷ VND (14 triệu đôla) tiền đi vay để trả nợ tiền lương, các loại bảo hiểm, trợ cấp cho người lao động. Vào 24/12/2010, Thủ tướng Nguyễn Tấn Dũng đã ký quyết định cho phép tập đoàn được vay VDB (với lãi suất 0%, thời hạn tối đa 12 tháng, sau đó gia hạn thêm đến hết ngày 31/12/2011) để chi trả tiền lương, nợ bảo hiểm xã hội, bảo hiểm y tế, bảo hiểm thất nghiệp, trợ cấp thôi việc, trợ cấp mất việc, tạo việc làm và học nghề.

### Các đơn vị chuyển giao cho Tập đoàn Dầu khí Việt Nam
- Khu công nghiệp Tàu thủy Lai Vu (Hải Dương) bao gồm cả Công ty Công nghiệp Tàu thủy Lai Vu
- Khu công nghiệp Tàu thủy Nghi Sơn (Thanh Hóa) bao gồm cả Ban quản lý dự án Khu công nghiệp Nghi Sơn
- Nhà máy Đóng tàu đặc chủng và Sản xuất trang thiết bị tàu thủy Nhơn Trạch (Đồng Nai)
- Nhà máy đóng tàu Dung Quất
- Khu công nghiệp Tàu thủy Soài Rạp (Tiền Giang)
- Phần vốn góp của Vinashin trong Công ty cổ phần Công nghiệp Tàu thủy Hoàng Anh (Nam Định) và trong các dự án do công ty này làm chủ đầu tư

### Các đơn vị chuyển giao choTổng Công ty Hàng hải Việt Nam
- Khu công nghiệp Cảng biển Hải Hà (Quảng Ninh)
- Cảng Vinashin Đình Vũ (Hải Phòng)
- Khu công nghiệp và Nhà máy Đóng tàu Hậu Giang
- Cảng và Nhà máy Đóng tàu Năm Căn (Cà Mau)
- Công ty Vận tải Biển Đông
- Công ty TNHH Một thành viên Vận tải Viễn Dương Vinashin
- Và phần vốn góp của Vinashin trong các doanh nghiệp vận tải biển khác.

### Tình trạng hoạt động 2015
Theo báo cáo kế hoạch sản xuất kinh doanh 6 tháng đầu năm 2015, nhiều công ty con đang sống bằng những hợp đồng tàu cá vài tỷ đồng mỗi chiếc. Tính với 8 doanh nghiệp được giữ lại từ Vinashin sau tái cơ cấu thì trong số 94 tàu phải bàn giao năm nay trong hợp đồng có hơn 30% là các đơn hàng tàu cá (35 chiếc).

## Nợ của SBIC
Tính tới đầu tháng 3 năm 2017, khoản nợ từ thời Vinashin còn là 63.000 tỷ. Chủ tịch Tổng công ty Công nghiệp tàu thủy (SBIC - tên gọi mới sau tái cơ cấu của Vinashin) cho rằng khoản nợ từ thời Vinashin sẽ do Bộ Tài chính đứng ra xử lý.

## Thua lỗ hàng năm
SBIC dù đã tái cơ cấu, có tiến bộ nhưng ba năm nay lỗ cứ tăng dần, năm 2016 vẫn lỗ hơn 5.400 tỉ.
Thua lỗ hàng năm tính theo tỷ đồng:
| Năm  | Lỗ    |
| ---- | ----- |
| 2013 | 6.400 |
| 2014 | 2.180 |
| 2015 | 4.669 |
| 2016 | 5.405 |

## Vụ án Công ty tài chính Công nghiệp tàu thủy chi nhánh thành phố Hồ Chí Minh
Công ty tài chính Công nghiệp tàu thủy chi nhánh Thành phố Hồ Chí Minh (VFC.HCM) là doanh nghiệp nhà nước trực thuộc Công ty Tài chính Công nghiệp Tàu thủy (VFC) - Tập đoàn Công nghiệp Tàu thủy Việt Nam (Vinashin, nay là Tổng Công ty CNTT), được thành lập năm 2005. VFC.HCM có chức năng, nhiệm vụ chính là huy động vốn, hoạt động tín dụng, dịch vụ ngân quỹ, hoạt động ngoại hối... Sau hai ngày xét xử và nghị án, chiều 4/8/2016, TAND Thành phố Hồ Chí Minh đã tuyên phạt Lưu Trung Hiếu (SN 1982, nguyên Giám đốc VFC.HCM), đối tượng chủ mưu, đã rút hơn 35,2 tỉ đồng của Nhà nước sử dụng mục đích riêng, mức án 14 năm tù. Bị cáo Dương Anh Tứ (SN 1983, Phó Phòng tín dụng VFC.HCM) là đồng phạm giúp sức tích cực và chiếm đoạt 3,9 tỉ đồng, bị tuyên phạt 8 năm tù. Lưu Trung Hiếu được VFC bổ nhiệm giữ chức vụ giám đốc VFC.HCM vào giữa tháng 11/2012. Để có tiền đầu tư và kinh doanh cá nhân, từ tháng 8/2012, Hiếu và Tứ đã mượn pháp nhân của 8 công ty là người thân, bạn bè để lập hồ sơ vay vốn của VFC.HCM. Ngày 1/10/2014, Cơ quan An ninh Điều tra - Bộ Công an đã khởi tố vụ án.